# Steve Buccellato
Steve Buccellato (ur. 10 kwietnia 1968) – amerykański grafik, scenarzysta i niezależny wydawca autorskich komiksów.
W czasie swej trwającej ponad 20 lat kariery pracował dla Marvel Comics, DC Comics, Image Comics i Tokyopop. Rysował nowe przygody Spider-Mana, grupy X-Men i Fantastycznej Czwórki. Stworzył postaci Weasel Guya (Image Comics 1999), Joeya Berserka i Claire. W 1996 zdobył nagrodę dla najlepszego kolorysty Wizard Fan Award. Jest założycielem Mad Science Media, grupy profesjonalistów działających w branży komiksowej. W Polsce publikuje na łamach magazynu „Fun Club”.